# Spiegelweber
Der Spiegelweber oder Spiegelwida (Euplectes albonotatus) zählt innerhalb der Familie der Webervögel (Ploceidae) zur Gattung der Feuerweber (Euplectes).
Das Artepitheton kommt von lateinisch albus ‚weiß‘ und lateinisch notatus ‚markiert‘.

## Merkmale
Der Spiegelweber ist 14 cm groß und 20–27 g schwer, das Weibchen ist etwas kleiner und leichter. Der Vogel hat einen kräftigen konischen, hellen Schnabel, schwarze Augen und dunkle Beine.
Das Männchen ist im Prachtkleid schwarz bis auf gelb an der Schulter und weiß an den Hand- und Armschwingen. Im Schlichtkleid ist er wie das Weibchen leicht gestreift ockerfarben mit kastanienbrauner Schulter und Weiß an den Hand- und Armschwingen.

## Verbreitung und Lebensraum
Der Lebensraum umfasst buschbestandenes Grasland, eher trocken unterhalb von 2000 m.

## Geografische Variation
Es werden folgende Unterarten anerkannt:
- E. a. eques (Hartlaub,, 1863) – in der Zentralafrikanischen Republik, im Westen und Süden des Sudans, im Süden und Osten Äthiopiens, im Westen von Ruanda und Burundi, im Süden von Uganda, Kenia und in Tansania, mit kastanienbrauner Schulter und mehr gestreiftem Weiß auf den Armschwingen
- E. a. asymmetrurus (Reichenow, 1892) – in São Tomé, Gabun, der Republik Kongo, der Demokratischen Republik Kongo und in Angola
- E. a. albonotatus (Cassin, 1848) – in Tansania, der Demokratischen Republik Kongo, in Sambia, Malawi, der Sambesi Region in Namibia, Botswana, Simbabwe, Mosambik, Eswatini und Südafrika

## Ernährung
Spiegelwida ernähren sich von diversen Grassamen wie Hyparrhenia und Lampenputzergräsern.

## Fortpflanzung
Die Brutzeit liegt im Sudan zwischen September und Oktober, in Äthiopien im Juni, in Ruanda zwischen Februar und April.

## Gefährdungssituation
Der Spiegelwida gilt als nicht gefährdet (Least Concern).